# 4148 Маккартні
4148 Маккартні (4148 McCartney) — астероїд головного поясу, відкритий 11 липня 1983 року.
Тіссеранів параметр щодо Юпітера — 3,620.
Названий на честь екс-Beatles Сера Пола Маккартні.

## Дивись також
- 8749 Бітлз
- 4147 Леннон
- 4149 Харрісон
- 4150 Старр